# Liste der Naturdenkmale in Öllingen
| Naturdenkmale | Anzahl |
| ------------- | ------ |
| FND           | 3      |
| END           | 2      |
| Gesamt        | 5      |

Die Liste der Naturdenkmale in Öllingen nennt die verordneten Naturdenkmale (ND) der im baden-württembergischen Alb-Donau-Kreis liegenden Gemeinde Öllingen. In Öllingen gibt es insgesamt fünf als Naturdenkmal geschützte Objekte, davon drei flächenhafte Naturdenkmale (FND) und zwei Einzelgebilde-Naturdenkmale (END).
Stand: 1. November 2016.

## Flächenhafte Naturdenkmale (FND)
| Name                     | Bild | Kennung     | Einzelheiten | Position | Fläche Hektar | Datum        |
| ------------------------ | ---- | ----------- | ------------ | -------- | ------------- | ------------ |
| Erdfall mit Feldgehölz   | BW   | 84250920003 | Öllingen     | ⊙        | 0,0           | 6. Nov. 1996 |
| Erdfall mit 9 Eichen     | BW   | 84250920004 | Öllingen     | ⊙        | 0,1           | 6. Nov. 1996 |
| Erdfall                  | BW   | 84250920005 | Öllingen     | ⊙        | 0,0           | 6. Nov. 1996 |
| Legende für Naturdenkmal |      |             |              |          |               |              |

## Einzelgebilde (END)
| Name                     | Bild | Kennung     | Einzelheiten | Position | Fläche Hektar | Datum        |
| ------------------------ | ---- | ----------- | ------------ | -------- | ------------- | ------------ |
| Sandgrubenwand           |      | 84250920002 | Öllingen     | ???      | 0,0           | 6. Nov. 1996 |
| 2 Linden                 | BW   | 84250920001 | Öllingen     | ⊙        | 0,0           | 6. Nov. 1996 |
| Legende für Naturdenkmal |      |             |              |          |               |              |